# Liste lateinischer Suffixe
Diese Liste lateinischer Suffixe führt jene innerhalb der lateinischen Sprache produktiven Morpheme auf, welche zwischen Stamm und Endung treten können und damit zur Ableitung neuer Wörter oder zur Bildung von Wortformen dienen. Berücksichtigt sind neben Suffixen im engeren Sinne auch reihenbildende Kompositionshinterglieder (Suffixoide).
| Suffix                                                                  | Fkt. ∗                                       | Beispiele von Ableitungen und Wortformen |
| ----------------------------------------------------------------------- | -------------------------------------------- | --- |
| -∅-                                                                     | Nomen agentis                                | dux „Führer“, zu dūcere „ziehen, führen“ – cōnsul „Ratsvorstand, höchster Staatsbeamter“, zu cōnsulere „sich beraten, beschließen“ – iūdex „Richter“, zu iūs dīcere „Recht sprechen“ |
| -ā-                                                                     | Konjunktiv                                   | videās „du sehest“, zu vidēre „sehen“ – legat „er/sie/es lese“, zu legere „lesen“ – audiar „ich werde gehört“, zu audīre „hören“ – attigās „du berührest“, zu attigī „ich berührte“ (Perfekt zu Infinitiv attingere „anrühren, berühren“) |
| -ā-                                                                     | Faktitiv Essiv                               | laetāre „erheitern“, zu laetus „fröhlich, heiter“ – lacrimāre „weinen“, zu lacrima „Träne“ – piscārī „fischen“, zu piscis „Fisch“ servāre „bewahren“, zu servos „*Hüter, *Hirt“ – mīlitāre „Kriegsdienst leisten“, zu mīles „Krieger, Soldat“ – concordāre „einträchtig sein“, zu concors „einig, einträchtig“ |
| -bā- -ēbā-                                                              | Imperfekt                                    | dabās „du gabst“, zu dare „geben“ – nābam „ich schwamm“, zu nāre „schwimmen“ – vidēbātur „es schien“, zu vidērī „scheinen“ – ībant „sie gingen“, zu īre „gehen“ legēbāmus „wir lasen“, zu legere „lesen“ – fugiēbat „er/sie/es war auf der Flucht“, zu fugere „fliehen“ – audiēbantur „sie wurden angehört“, zu audīre „hören“ |
| -iā- -itiā- -itiē-                                                      | Nominalabstraktum                            | audācia „Kühnheit, Wagnis“, zu audāx „kühn, frech“ – ēlegantia „Feinheit, Anstand“, zu ēlegāns „wählerisch, geschmackvoll“ – mīlitia „Kriegsdienst“, zu mīles „Krieger, Soldat“ iūstitia „Gerechtigkeit“, zu iūstus „gerecht“ – dūritia „Härte“, zu dūrus „hart“ – pueritia „Kindheit“, zu puer „Kind“ dūritiēs „Härte“, zu dūrus „hart“ – munditiēs „Sauberkeit“, zu mundus „sauber“ |
| -ēlā-                                                                   | Nomen actionis                               | loquēla „Rede“, zu loquī „sprechen“ – tūtēla „Fürsorge, Mündel“, zu tūtus „wohlverwahrt, sicher“ – candēla „Licht, Kerze“, zu candēre „glänzen, schimmern“ |
| -tūrā- -sūrā-                                                           | Nomen actionis                               | vēnātūra „Jagd“, zu vēnārī „jagen“ – scrīptūra „Schreiben, Schriftstück“, zu scrībere „schreiben“ – armātūra „Takelwerk, Bewaffnung“, zu armāre „(aus)rüsten“ ūsūra „Gebrauch“, zu ūtī „gebrauchen“ – mēnsūra „Messung, Maß“, zu mētīrī „messen“ – cēnsūra „Zensorenamt“, zu cēnsēre „beurteilen, schätzen“ |
| -issā/izā-                                                              | Essiv Instrumentativ Faktitiv                | patrissāre „dem Vater nachschlagen“, zu pater „Vater“ – chrīstiānizāre „Christ sein“, zu Christiānus „Christ“ – graecissāre „wie ein Grieche sprechen“, zu Graecus „Grieche, griechisch“ clystērizāre „einen Einlauf machen“, zu clystēr „Klistier“ – forizāre „Handel treiben“, zu forum „Markt“ – crūcizāre „das Kreuz anheften“, zu crūx „Kreuz“ latīnizāre „ins Lateinische übersetzen“, zu Latīnus „lateinisch“ – indemnisāre „entschädigen“, zu indemnis „schadlos“ – crūdēlizāre „als grausam darstellen“, zu crūdēlis „grausam“ |
| -(i)tā-                                                                 | Intensiv                                     | pōtitāre „tüchtig saufen“, zu pōtāre „saufen“ – fugitāre „eilig fliehen“, zu fugere „fliehen“ – sternūtāre „andauernd niesen“, zu sternuere „niesen“ |
| -c- -āc-                                                                | „geneigt zu …“                               | fugāx „gern fliehend“, zu fuga „Flucht“ – vorāx „gefräßig“, zu vorāre „verschlingen“ – linguāx „geschwätzig“, zu lingua „Zunge, Rede“ audāx „kühn“, zu audēre „wagen“ – loquāx „redselig“, zu loquī „reden“ – sagāx „scharfsinnig“, zu sāgīre „wittern, spüren“ |
| -fec-                                                                   | „-macher“                                    | artifex „Künstler“, zu ars „Kunst“ – carnufex „Henker“, zu caro „Fleisch“ – rētifex „Netzmacher“, zu rēte „Netz“ (-fex ist verdecktes *-fecs) |
| -(s)trīc-                                                               | Nomen agentis f.                             | genetrīx „Erzeugerin, Mutter“, zu genere „zeugen, hervorbringen“ – laudātrīx „Lobrednerin“, zu laudāre „loben, preisen“ – effectrīx „Schöpferin“, zu efficere „erschaffen“ tōnstrīx „Schererin“, zu tondēre „scheren“ – assestrīx „Beisitzerin, Gehilfin“, zu assidēre „zur Seite sitzen“ (-trīx ist verdecktes *-trīcs) |
| -be/bo-                                                                 | Futur                                        | parēbō „ich werde erscheinen“, zu parēre „erscheinen“ – laudāberis „du wirst gelobt werden“, zu laudāre „loben, preisen“ – dabimus „wir werden geben“, zu dare „geben“ – scībit „er/sie/es wird wissen“, zu scīre „wissen“ |
| -sce/sco- -ēsce/ēsco-                                                   | Inchoativ                                    | scīscere „erkunden, herausfinden“, zu scīre „wissen“ – īrāsci „zürnen“, zu īrātus „zornig“ – albēscere „weiß werden“, zu albēre „weiß sein“ contremēscere „erzittern, erbeben“, zu contremere „erzittern, erbeben“ – dulcēscere „süß werden“, zu dulcis „süß“ |
| -ē-                                                                     | Futur                                        | dīcētur „es wird gesagt werden“, zu dīcere „sprechen sagen“ – fugiem „ich werde fliehen“, zu fugere „fliehen“ – sciēs „du wirst wissen“, zu scīre „wissen“ |
| -ē-                                                                     | Konjunktiv                                   | stēs „du stehest“, zu stāre „stehen“ – amētur „er/sie/es werde geliebt“, zu amāre „lieben“ – dem „ich möge geben“, zu dare „geben“ |
| -ē-                                                                     | Essiv                                        | albēre „weiß sein“, zu albus „weiß“ – ārdēre „brennen“, zu āridus „trocken, dürr“ – senēre „alt sein“, zu senex „Greis“ – flōrēre „blühen“, zu flōs „Blüte“ |
| -iē-                                                                    | Nomen actionis/rei actae                     | seriēs „Reihe, Kette“, zu serere „flechten, reihen“ – faciēs „Gestalt, Aussehen“, zu facere „machen, darstellen“ – aciēs „Schärfe“, zu acēre „sauer sein“ |
| -sē-                                                                    | Konjunktiv Imperfekt                         | essēs „du wärest“, zu esse „sein“ – vellet „er/sie/es wollte“, zu velle „wollen“ – venīrēmus „wir kämen“, zu venīre „kommen“ – darem „ich gäbe“, zu dare „geben“ (außer im ersten Beispiel durch Assimilation oder Rhotazismus verdeckt) |
| -issē-                                                                  | Konjunktiv Plusquamperfekt                   | fuissēs „du wärest gewesen“, zu fuī „ich bin gewesen“ – vēnisset „er/sie/es wäre gekommen“, zu vēnī „ich bin gekommen“ – dedissem „ich hätte gegeben“, zu dedī „ich habe gegeben“ |
| -(e)i-                                                                  | Nomen actionis/rei actae                     | struēs „Haufe“, zu struere „aufschichten“ – caedēs „Schlagen, Töten“, zu caedere „schlagen, töten“ – sēdēs „Sitz“, zu sedēre „sitzen“ |
| -āli- -āri- -īli- -ūli-                                                 | „gehörig zu …“                               | hospitālis „gastlich“, zu hospes „Fremder, Gast“ – rīvālis „Bachnachbar“, zu rīvus „Bach“ – Sāturnālia „Saturnfest“, zu Sāturnus mīlitāris „soldatisch, militärisch“, zu mīles „Soldat“ – exemplar „Abschrift, Abbild“, zu exemplum „Muster, Vorbild“ puerīlis „kindlich“, zu puer „Kind“ – ovīle „Schafstall“, zu ovis „Schaf“ – hostīlis „feindlich, feindselig“, zu hostis „Fremder, Feind“ Īdūlis „Opfergabe zu den Iden“, zu Īdūs „Iden“ – curūlis „zum Wagen gehörig“, zu currus „Wagen“ |
| -bili- -(i)bili- -ili-                                                  | Verbaladjektiv                               | stābilis „feststehend“, zu stāre „stehen“ – dūrābilis „dauerhaft“, zu dūrāre „aushalten, dauern“ – flēbilis „zum Weinen“, zu flēre „weinen“ terribilis „schrecklich“, zu terrēre „erschrecken“ – comprehendibilis/comprehensibilis „begreiflich“, zu comprehendere „begreifen“, PPP comprehēnsus habilis „handlich, gewandt“, zu habēre „handhaben“ – ūtilis „brauchbar“, zu ūtī „gebrauchen“ – docilis „gelehrig“, zu docēre „lehren“ |
| -tili- -sili-                                                           | Verbaladjektiv                               | textilis „gewebt, gewirkt“, zu texere „weben“ – fictilis „getöpfert“, zu fingere „formen“ – volātilis „fliegend“, zu volāre „fliegen“ fossilis „gegraben, zu Tage gefördert“, zu fodere „graben“ – missilis „zum Werfen/Schleudern geeignet“, zu mittere „senden, werfen“ |
| -ātili-                                                                 | „lebend in/an …“                             | aquātilis „im/am Wasser lebend“, zu aqua „Wasser“ – saxātilis „auf Felsen lebend“, zu saxum „Fels“ – Pīsātilis „Einwohner der Stadt Pīsae“ |
| -ēnsi-                                                                  | „gehörig zum Ort …“                          | Veliēnsis „von der Veliā“ – Siciliēnsis „von Siciliā“ – castrēnsis „zum Lager gehörig“, zu castrum „Lager, Festung“ – comitātēnsis „dem Gefolge zukommend“‚ zu comitātus „Begleitung, Gefolge, Hof“ |
| -ti-                                                                    | Nomen actionis/rei actae                     | vītis „Ranke, Weinrebe“, zu viēre „binden, flechten“ – gēns (Gen. gēntis) „Geschlecht, Stamm“ und praegnās (Gen. praegnantis) „schwanger“, zu genere/gignere „zeugen, hervorbringen“ – mors (Gen. mortis) „Tod“, zu morī „sterben“ – statim „feststehend, auf der Stelle, sogleich“, zu stāre „stehen“ – messis „Ernte“, zu metere „mähen, ernten“ – tussis „Husten“, zu tundere „stoßen“ |
| -ti- -āti- -īti-                                                        | „gehörig zum Ort …“                          | Ardeātis „aus Ardea“ – Ravennās „aus Ravenna“‘; Tīburs „aus der Stadt Tībur“ Arpīnās „aus der Stadt Arpīnum“ – nostrās „inländisch, einheimisch“, zu noster „unser“ Samnītis „aus dem Lande Samnium“ – Caerītis „aus der Stadt Caere“ |
| -esti- -(e)stri-                                                        | „gehörig zu …“                               | agrestis „vom Felde, ländlich“, zu ager „Feld, Grundbesitz“ – caelestis „am Himmel, himmlisch“, zu caelum „Himmel“ terrestris „auf der Erde, irdisch“, zu terra „Erde“ – equester „zum Pferd/zum Reiter gehörig“, zu equos „Pferd“ – palūster „sumpfig“, zu palūs „Sumpf“ |
| -ī-                                                                     | Konjunktiv                                   | velīs „du wollest“, zu velle „wollen“ – fēcerim „ich habe gemacht“, zu fēcerō „ich werde gemacht haben“ – dīxītis „ihr habet gesagt“, zu dīxō „ich werde gesagt haben“ |
| -ī-                                                                     | Faktitiv Essiv                               | lēnīre „lindern, besänftigen“, zu lēnis „sanft, mild“ – singultīre „schluchzen“, zu singultus „Schluchzen“ – vestīre „kleiden“, zu vestis „Kleid“ servīre „dienen“, zu servos „Diener, Knecht“ – nūtrīre „säugen, nähren“, zu *nūtrī „Säugerin, Amme“ – saevīre „wüten, toben“, zu saevus „wild, wütend“ |
| -turī-                                                                  | Desiderativ                                  | ēssurīre „Hunger haben“, zu ēdere „essen“ – parturīre „kreißen“, zu parere „gebären“ – ēmpturīre „kauflustig sein“, zu emere „nehmen, kaufen“ |
| -cen                                                                    | „-spieler, -sänger“                          | tubicen „Trompeter“, zu tuba „Trompete“ – fidicen „Saitenspieler“, zu fidēs „Saite“ – psalmicen „Psalmensänger“, zu psalmus „Psalm“ |
| -men                                                                    | Nomen instrumenti                            | agmen „Zug, Schar“, zu agere „treiben, führen, ziehen“ – sūmen „Zitze“, zu sūgere „saugen“ – certāmen „Streit, Kampf“, zu certāre „streiten, kämpfen“ |
| -ēdon/ēden- -īdon/īden-                                                 | Nomen actionis                               | torpēdo „Lähmung, Zitterrochen“, zu torpēre „taub/starr sein“ – ūrēdo „Getreidebrand“, zu ūrere „brennen“ – dulcēdo „Süße“, zu dulcis „süß“ cupīdo „Begierde“, zu cupere „begehrn“ – libīdo „Begierde“, zu libet „es beliebt“ – fōrmīdo „Grausen, Furcht“, zu fōrma „Gestalt, Gespenst“? |
| -tūdo(n)/tūden-                                                         | Nominalabstraktum                            | magnitūdo „Größe“, zu magnus „groß“ – fortitūdo „Stärke“, zu fortis „stark“ – cōnsuētūdo „Gewohnheit, Brauch“, zu cōnsuētus „gewohnt“ |
| -go(n)/gen- -āgo(n)/āgen- -ilāgo(n)/ilāgen- -īgo(n)/īgen- -ūgo(n)/ūgen- | Nomen actionis                               | orīgo „Ursprung“, zu orīrī „erscheinen, entspringen“ – intertrīgo „wundgeriebene Stelle“, zu trītum „gerieben“ – similāgo „Weißmehl“, zu simila „Weißmehl“ capillāgo „Haarbewuchs“, zu capillus „Haar“ – farrāgo „Viehfutter“, zu far „Getreide“ – plumbāgo „Bleiglanz, Bleiwurz“, zu plumbum „Blei“ tussilāgo „Huflattich“, zu tussis „Husten“ – putrilāgo „Fäulnis“, zu puter „faul“ – salsilāgo „Salzwasser, Sole“, zu salsus „gesalzen, salzig“ tentīgo „Erektion“, zu tentum „gespannt, gestreckt“ – impetīgo „Befall, Ausschlag“, zu impetere „anfallen“ – vertīgo „Drehung, Schwindel“, zu vertere „wenden, drehen“ ferrūgo „Rost“, zu ferrum „Eisen“ – salsūgo „Salzwasser, Sole“, zu salsus „gesalzen, salzig“ – lānūgo „Flaum“, zu lāna „Wolle“ |
| -ōn-                                                                    | „versehen mit …“                             | centuriō „Befehlshaber einer Hundertschaft“, zu centuria „Hundertschaft“ – Cicerō „der mit der Kichererbsennase/Kichererbsenbauer?“, zu cicer „Kichererbse“ |
| -iōn-                                                                   | Nomen actionis/rei actae                     | legiō „Legion“, zu legere „auslesen, ausheben“ – rebelliō „Auflehnung“, zu rebellāre „sich auflehnen“ – commūniō „Gemeinschaft“, zu commūnis „gemeinsam, allgemein“ |
| -tiōn- -siōn-                                                           | Nomen actionis/rei actae                     | lectiō „Lesung, Auswahl“, zu legere „lesen, auslesen“ – vēnātio „Jagd“, zu vēnārī „jagen“ – mōtiō „Bewegung“, zu mōvēre „bewegen“ missiō „Seden, Schicken“, zu mittere „senden, schicken“ – mānsio „Aufenthalt, Herberge“, zu manēre „bleiben, übernachten“ |
| -o-                                                                     | „versehen mit …“                             | decōrus „anständig“, zu decor „Anstand“ – canōrus „wohlklingend“, zu canor „Gesang, Klang“ – honōrus „ehrenvoll“, zu honor „Ehre“ |
| -(i)co-                                                                 | „gehörig zu …“                               | Mārcus, zu Mārs; Āfricus „afrikanisch“, zu Āfer „Afrer, Africaner“ – fabrica „Handwerk, Bau, Werkstatt“, zu faber „Handwerker, Baumeister“ – vīlicus „ländlich, Gutsverwalter“, zu vīlla „Gutshof“ |
| -faco-                                                                  | „… machend“                                  | terrificus „schrecklich“, zu terrēre „schrecken“ – magnificus „großartig“, zu magnus „groß“ – mīrificus „wunderbar“, zu mīrus „wunderbar“ – pānificus „Brotbäcker“, zu pānis „Brot“ |
| -ātico-                                                                 | „gehörig zu …“                               | silvāticus „wild“, zu silva „Wald, Gestrüpp, Wildnis“ – viāticum „Wegegeld“, zu via „Weg, Straße“ |
| -ido-                                                                   | Verbaladjektiv „versehen mit …“              | avidus „gierig, lüstern, geizig“, zu avēre „begehren“ – algidus „kalt“, zu algēre „frieren“ gelidus „eiskalt“, zu gelū „Frost“ – herbidus „krautreich“, zu herba „Kraut“ |
| -ndo- -undo- -endo-                                                     | Gerundivum/Gerundium                         | laudandus „zu lobender“, zu laudāre „loben“ – gerundi „des Tragens“, zu gerere „tragen“ faciundus „zu machender“, zu facere „machen“ – veniundi „des Kommens“, zu venīre „kommen“ ponendus „zu setzender/stellender/legender“, zu pōnere „setzen, stellen, legen“ – veniendi „des Kommens“, zu venīre „kommen“ |
| -bundo- -ābundo-                                                        | „geneigt zu …“                               | moribundus „dem Tode nah“, zu morī „sterben“ – vagābundus „unstet“, zu vagārī „umherziehen“ – cantābundus „singend“, zu cantāre „singen“ amōrābundus „liebeskrank“, zu amor „Liebe“ – noctuābundus „nachts reisend“, zu noctū „nachts“ |
| -cundo-                                                                 | „geneigt zu …“                               | fācundus „redegewandt“, zu fāri „sprechen“ – īrācundus „jähzornig“, zu īra „Zorn“ – verēcundus „schamhaft“, zu verēri „sich scheuen“ |
| -eo-                                                                    | „bestehend aus …“                            | ulmeus „aus Rüsterholz“, zu ulmus „Rüster“ – aureus „golden, vergoldet“, zu aurum „Gold“ – niveus „aus Schnee, schneeweiß“, zu nix „Schnee“ |
| -āceo-                                                                  | „bestehend aus …“                            | hederāceus „aus Efeu“, zu hedera „Efeu“ – tōfāceus „tuffartig“, zu tōfus „Tuffstein“ – gallīnāceus „zu den Hennen gehörig, Hahn“, zu gallīna „Henne“ |
| -āneo-                                                                  | Verbaladjektiv                               | supervacāneus „überzählig“, zu vacāre „leer/frei sein“ – collēctāneus „angesammelt“, zu collēctus „gesammelt“ |
| -io-                                                                    | „gehörig zu …“ Verbalabstraktum              | Jūlius „Julier, julisch“, zu Iūlus; Aegyptius „ägyptisch, Ägypter“, zu Aegyptus „Ägypten“ – patrius „Handels-“, zu pater „Vater“ – rēgius „königlich“, zu rēx „König“ – nūtrīcius „säugend, pflegend“, zu nūtrīx „Amme“ – Honōrius „der Ehrwürdige“, zu honor „Ehre“ – iūdicium „Gerichtsverhandlung, Urteil“, zu iūdex „Richter“ – collēgium „Gemeinschaft, Verein“, zu „collēga“ „Amts-, Standesgenosse“ – sacerdōtium „Priesteramt“, zu sacerdōs „Priester“ imperium „Befehlsgewalt, Macht“, zu imperāre „befehlen, gebieten“ – colloquium „Gespräch“, zu colloquī „sich besprechen“ |
| -icio-                                                                  | „gehörig zu …“                               | praetōricius „prätorisch“, zu praetor; sodālicius „genossenschaftlich“, zu sodālis „Gefährte, Freund“ – nātālicius „Geburtstags-“, zu nātālis „Geburtstag“ |
| -īcio-                                                                  | „bestehend aus …“                            | rāpīcius „von Rüben“, zu rāpum „Rübe“ – laterīcius „aus Ziegeln“, zu later „Ziegelstein“ – ērīcius „Igel“, zu ēr „Igel“ – novīcius „neu angekommen“, zu novus „neu“ – ēmptīcius „angekauft“, zu ēmptus „kaufen“ – fossīcius „ausgegraben“, zu fossus „gegraben“ |
| -mōnio- -mōniā-                                                         | Nominalabstraktum                            | patrimōnium „väterliches Erbe“, zu pater „Vater“ – trīstimōnium „Trauer“, zu trīstis „traurig“ aegrimōnia „Ärger“, zu aeger „verdrießlich“ – trīstimōnia „Trauer“, zu trīstis „traurig“ |
| -ārio-                                                                  | „gehörig zu …“                               | Iānuārius, zu Iānus; sūmptuārius „Aufwands-“, zu sūmptus „Aufwand, Kosten“ – apiārius „Imker“, zu apis „Biene“ – sēminārium „Pflanzschule“, zu sēmen „Same, Setzling“ – calcāria „Kalkofen, Kalksteinbruch“, zu calx „Kalk(stein)“ |
| -pario-                                                                 | „-macher“                                    | pelliparius „Kürschner“, zu pellis „Fell, Pelz“ – calciparius „Schuster“, zu calx „Ferse“ |
| -tōrio- -itōrio- -sōrio-                                                | „gehörig zu …“                               | ūnctōrium „Salbraum“, zu ungere „salben“ – gūstātōrium „Essgeschirr“, zu gustāre „genießen, einnehmen“ cubitōrius „zum Festmahle gehörig“, zu cubāre „zu Tische liegen“ – meritōrius „zum Gelderwerb“, zu merēre „verdienen, erwerben“ dēversōrium „Gasthaus“, dēvertī „einkehren“ – sessōrium „Sessel“, zu sedēre „sitzen“ |
| -(u)lo- -(u)lā-                                                         | „geneigt zu …“ „Mittel zum …“ „Mittel zum …“ | bibulus „gern trinkend“, zu bibere „trinken“ – crēdulus „leichtgläubig“, zu crēdere „trauen, glauben“ – figulus „Töpfer“, zu fingere „formen“ cingulum „Gürtel“, zu cingere „gürten“ – iaculum „Wurfspieß“, zu iacere „werfen“ – capulus „Griff“ – zu capere „nehmen, ergreifen“ tēla „Gewebe“, zu texere „weben, flechten“ – grallae „Stelzen“, zu gradī „schreiten“ – mūscipula „Mausefalle“, zu capere „fangen“ |
| -ēnsimo-                                                                | Ordinale                                     | centēsimus „hundertster“, zu centum „hundert“ – mīllēnsimus „tausendster“, zu mīlle „tausend“ – multesimus „einer von vielen“, zu multus „viel“ |
| -isemo- -issemo- -entissimo-                                            | Superlativ                                   | celerrimus „schneller“, zu celer „schnell“ – prosperrimus „günstigst“, zu prosper „günstig“ – facillimus „leichtest“, zu facilis „leicht“ novissimus „neuster, letzter“, zu novus „neu, jung“ – fēlīcissimus „glücklichster“, zu fēlīx „fruchtbar, glücklich“ – illūstrissimus „vornehmst“, zu illūstris „angesehen, vornehm“ magnificentissimus „großartigster“, zu magnificus „großartig“ – beneficentissimus „wohltätigster“, zu beneficus „wohltätig“ (zum Teil durch Assimilation oder Rhotazismus verdeckt) |
| -no- -neo- -ino- -ineo-                                                 | „bestehend aus …“                            | aēnus „ehern“, zu aes „Erz, Kupfer“ – eburnus „elfenbeinern“, zu ebur „Elfenbein“ – larignus „aus Lärchenholz“, zu larix „Lärche“ aēneus „ehern“, zu aes „Erz, Kupfer“ – īligneus „von der Steineiche“, zu īlex „Steineiche“ – pōpulneus „der Pappel, aus Pappelholz“, zu pōpulus „Pappel“ crocinus „aus Safran, safrangelb“, zu crocum „Safran“ – smaragdinus „aus Smaragd“, zu smaragdus „Smaragd“ fāgineus „aus Buchenholz“, zu fāgus „Buche“ – coccineus „scharlachrot“, zu coccum „Scharlachbeere“ |
| -āno- -iāno-                                                            | „gehörig zu …“                               | Pompeiānus „Anhänger des Pompeius“ – Rōmānus „römisch“, zu Rōma „Rom“ – urbānus „städtisch“, zu urbs „Stadt“ Caesariānus „Anhänger des Caesar“ – Chrīstiānus „christlich, Christ“, zu Chrīstus; prasiniānus „Anhänger der Grünen“, zu prasinus „grüngekleideter Wagenlenker“ |
| -ītāno-                                                                 | „gehörig zum Ort …“                          | Neāpolītānus „aus Neāpolis“ – Samarītānus „aus Samarīa“ – Panormītānus „aus der Stadt Panormus“ – Tingītānus „zu Tingis gehörig“ |
| -ēno-                                                                   | Distributiv                                  | vīcēnī „je zwanzig“, zu vīciēs „zwanzigmal“ – quadringēnī „je vierhundert“, zu quadringentī „vierhundert“ – centēnī „je hundert“, zu centum „hundert“ |
| -īno-                                                                   | „gehörig zu …“                               | dīvīnus „göttlich“, zu dīvus „Gottheit“ – catulīna „Welpenfleisch“, zu catulus „Welpe“ – Latīnus „latinisch, lateinisch“, zu Latium – figulīna „Töpferei“, zu figulus „Töpfer“ |
| -fero-                                                                  | „… tragend, -bar“                            | frūgifer „fruchtbringend“, zu frūx „Frucht“ – ūrnifer „Wasserträger“, zu ūrna „Wasserkrug“ – cornifer „gehörnt“, zu cornū „Horn“ |
| -gero-                                                                  | „… tragend“                                  | barbiger „barttragend“, zu barba „Bart“ – corniger „gehörnt“, zu cornū „Horn“ |
| -tro- -stro-                                                            | Nomen instrumenti                            | arātrum „Pflug“, zu arāre „ackern, pflügen“ – rōstrum „Schnabel, Schnauze“, zu rōdere „nagen“ – mulctrum „Melkfass“, zu mulgēre „melken“ capistrum „Halfter, Schlinge“, zu capere „fassen, ergreifen“ – mōnstrum „Zeichen, Wunder“, zu monēre „erinnern, Mahnen“ |
| -āstro-                                                                 | „-artig, schlechtes …“                       | surdāster „schwerhörig“, zu surdus „taub“ – catlāster „Jugendlicher“, zu catulus „Welpe“ – oleāster „wilder Ölbaum“, zu olea „Ölbaum“ |
| -tūro-                                                                  | Participium futuri activi                    | datūrus „künftig gebend“, zu dare „geben“ – futūrus „sein werdend, künftig“, zu fuam „ich sei“ (Infinitv esse „sein“) – cāsurus „künftig fallend, eintretend“, zu cadere „fallen, eintreten“ |
| -ōso- -iōso- -uōso-                                                     | „voll von …, reich an …“                     | pretiōsus „wertvoll, kostbar“, zu pretium „Wert, Preis“ – bīliōsus „voll Galle, gallenkrank“, zu bīlis „Galle“ labōriōsus „mühsam“, zu labor „Anstrengung, Mühsal“ mōnstruōsus „widernatürlich, wunderbar“, zu mōnstrum „Wunder, Ungeheuer“ – montuōsus „gebirgig“, zu mōns „Berg“ |
| -to- -ito- -so-                                                         | participium perfecti passivi                 | factus „gemacht, geworden“, zu facere „machen“ – iūnctus „verbunden“, zu iungere „verbinden“ – amātus „geliebt“, zu amāre „lieben“ monitus „gemahnt“, zu monēre „erinnern, mahnen“ – tacitus „verschwiegen“, zu tacēre „schweigen“ – placitus „angenehm“, zu placēre „wohlgefallen“ fissus „gespalten“, zu findere „spalten“ – complexus „umschlungen“, zu complector „umschlingen“ – pulsus „gestoßen“, zu pellere „stoßen“ (zum Teil durch Assimilation verdeckt) |
| -to- -āto- -ēto- -īto- -ūto-                                            | „versehen mit …“                             | honestus „ehrenhaft“, zu honōs „Ehre“ – iūstus „gerecht, rechtmäßig“, zu iūs „Recht“ īrātus „zornig“, zu īra „Zorn“ – dentātus „gezähnt“, zu dēns „Zahn“ saxētum „felsiger Ort“, zu saxum „Fels“ – arborētum „Baumgarten“, zu arbor „Baum“ aurītus „mit (langen) Ohren“, zu auris „Ohr“ – mellītus „mit Honig gesüßt, honigsüß“, zu mel „Honig“ verūtus „mit einem Spieß bewaffnet“, zu veru „Spieß“ – nāsūtus „mit (großer/feiner) Nase, naseweis“, zu nāsus „Nase“ |
| -olento- -ulento- -lento-                                               | „voll von …, reich an …“                     | violentus „gewaltsam“, zu vīs „Kraft, Gewalt“ – sanguinolentus „blutig“, zu sanguis „Blut“ vīnulentus „weinselig, betrunken“, zu vīnum „Wein“ – corpulentus „wohlbeleibt“, zu corpus „Leib“ gracilentus „schmal, hager“, zu gracilis „schlank, hager“ – macilentus „mager“, zu maciēs „Magerkeit, Dürre“ |
| -mento-                                                                 | Nomen instrumenti                            | vestīmentum „Kleidung“, zu vestīre „bekleiden“ – mōmentum „Anstoß“, zu movēre „in Bewegung setzen“ – medicāmentum „Heilmittel, Arznei“, zu medicāre „heilen“ |
| -vo-                                                                    | Verbaladjektiv                               | arvus „zum Pflügen geeignet“, zu arāre „pflügen“ – reliquus „verblieben, übrig“, zu relinquere „zurücklassen“ – assiduus „ansässig“, zu assidēre „dabeisitzen, sich aufhalten“ |
| -īvo-                                                                   | „gehörig zu …“                               | fūrtīvus „gestohlen, geheim“, zu fūrtum „Diebstahl“ – āctīvus „tätig“, zu āctiō „Handlung, Tat“ – prīmitīvus „zuerst wachsend“, zu prīmitus „zum ersten Male“ |
| -par(o)-                                                                | „-macher“                                    | arcuper „Bogner“, zu arcus „Bogen“ – curripar „Wagner“, zu currus „Wagen“ – mēnsepar „Tischler“, zu mēnsa „Tisch“ |
| -tōr-                                                                   | Nomen agentis                                | pīstor „Müller, Bäcker“, zu pīnsere „zerstoßen, stampfen“ – doctor „Lehrer“, zu docēre „lehren“ – spectātor „Betrachter, Beobachter“, zu spectāre „betrachten“ |
| -s- -ss-                                                                | Perfekt                                      | suāsī „ich riet“, zu suādēre „raten“ – scrīpsī „ich schrieb“, zu scrībere „schreiben“ – faxit „er/sie/es habe getan/wird getan haben“, zu facere „tun“ amāssō „ich werde geliebt haben“, zu amāre „lieben“ – prohibēssit „er/sie/es verhindere/bewahre“, zu prohibēre „abhalten, hindern, versagen“ |
| -es/os-                                                                 | Nomen actionis/rei actae                     | genus „Geburt, Abkunft, Gattung“, zu genere „zeugen, hervorbringen“ – vellus „Pelz, Vlies“, zu vellere „rupfen“ |
| -ōs-                                                                    | Nomen actionis/rei actae Nominalabstraktum   | calor „Hitze“, zu calēre „heiß sein“ – tremor „Zittern“, zu tremere „zittern“ – amor „Liebe“, zu amāre „lieben“ lepōs „Anmut“, zu lepidus „zierlich, anmutig“ – caldor „Hitze“, zu caldus „heiß“ – lēvor „Glätte“, zu lēvis „glatt“ |
| -iō̆s- -entiō̆s-                                                          | Komparativ                                   | celsior „höher, erhabener“, zu celsus „emporragend, erhaben“ – fortior „stärker“, zu fortis „stark“ – ēlegantior „gewählter, feiner“, zu ēlegāns „gewählt, fein“ magnificentior „großartiger“, zu magnificus „großartig“ – beneficentior „wohltätiger“, zu beneficus „wohltätig“ |
| -tāt- -(i)tāt-                                                          | Nominalabstraktum                            | paupertās „Armut“, zu pauper „arm“ – fōrmōsitās Schönheit‘, zu fōrmōsus „wohlgestaltet“ – societās „Gesellschaft“, zu socius „Geselle“ auctōritās „Gültigkeit, Gewähr“, zu auctor „Urheber, Gewährsmann“ – fēlīcitās „Fruchtbarkeit, Glück“, zu fēlīx „fruchtbar, glücklich“ |
| -nt- -ent-                                                              | participium praesentis activi                | undāns „wogend“, zu unda „wogen“ – virēns „grünend“, zu virēre „grünen, grün sein“ – ferēns „tragend“, zu ferre „tragen“ fugiēns „fliehend, scheu“, zu fugere „fliehen“ – volēns „gehend“, zu velle „wollen“ |
| -nt- -ant-                                                              | „versehen mit …“                             | animāns „beseelt, belebt“, zu anima „Atem, Seele“ – comāns „behaart“, zu coma „Haar“ – stēllāns „gestirnt, schimmernd“, zu stēlla „Stern“ sulphurāns „schwefelhaltig“, zu sulphur „Schwefel“ – ferrūgināns „rostig schmeckend“, zu ferrūgō „Rost“ |
| -ient-                                                                  | Multiplikativum                              | octiēs „achtmal“, zu octō „acht“ – centiēns „hundertmal“, zu centum „hundert“ – totiē(n)s „so oft“, zu tot „so viel“ |
| -tūt-                                                                   | Nominalabstraktum                            | iuventūs „Jugend“, zu iuvenis „jung“ – servitūs „Dienstbarkeit, Knechtschaft“, zu servus „Diener, Unfreier“ |
| -tu- -su-                                                               | Nomen actionis                               | cantus „Gesang“, zu canere „singen“ – flātus „Wind“, zu flāre „blasen, wehen“ – adventus „Ankunft“, zu advenīre „ankommen“ – factū „zu tun“, zu facere „tun, machen“ passus „Schritt“, zu pandere „ausspreizen“ – pulsus „Stoß, Schlag“, zu pellere „stoßen, schlagen“ – iussū „auf Befehl“, zu iubēre „befehlen“ |
| -ātu-                                                                   | Nominalabstraktum                            | cōnsulātus „Amt und Würde der Konsuln“, zu cōnsul „Konsul“ – senātus „Ältestenrat“, zu senex „alter Mann, Greis“ – peditātus „Fußvolk“, zu pedes „Fußgänger“ – concubīnātus „Konkubinat“, zu concubīna „Konkubine“ – caelibātus „Ehelosigkeit“, zu caelebs „unverheiratet“ |
| -v- -īv- -u-                                                            | Perfekt                                      | creāvī „ich schuf“, zu creāre „schaffen“ – complēvit „er/sie/es hat aufgefüllt“, zu complēre „auffüllen“ – dormīvērunt „sie haben geschlafen“, zu dormīre „schlafen“ cupīvimus „wir begehrten“, zu cupere „begehren“ – appetīvistī „du griffst an“, zu appetere „trachten nach, angreifen“ – quaesīvistis „ihr erbatet“, zu quaesere „suchen, bitten um“ gemuī „ich seufzte“, zu gemere „seufzen“ – monuistī „du mahntest“, zu monēre „erinnern, mahnen“ – voluisse „gewollt haben“, zu velle „wollen“ |

Legende: ∗ Grundbedeutung/Funktion